# Шумілово (Заозерське сільське поселення)
Шумілово (рос. Шумилово) — присілок Велізького району Смоленської області Росії. Входить до складу Заозерського сільського поселення.
Населення — 48 осіб (2007 рік). 